# Charles Hard Townes

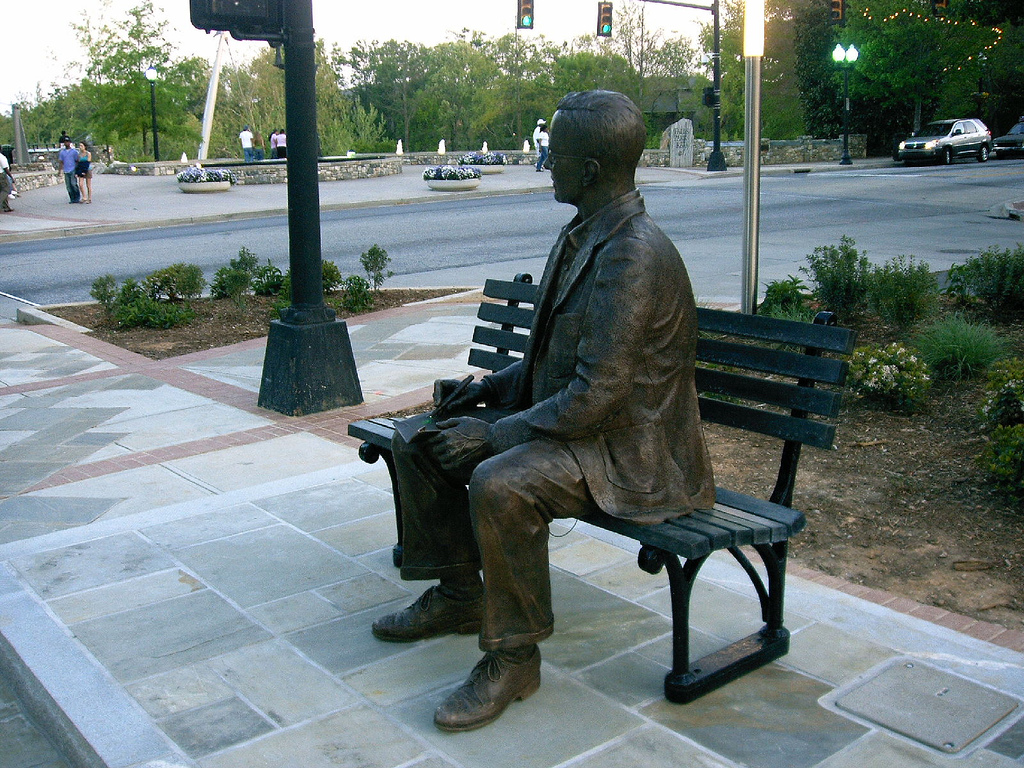
Estatua del Dr. Charles Hard Townes en Greenville (Carolina del Sur)

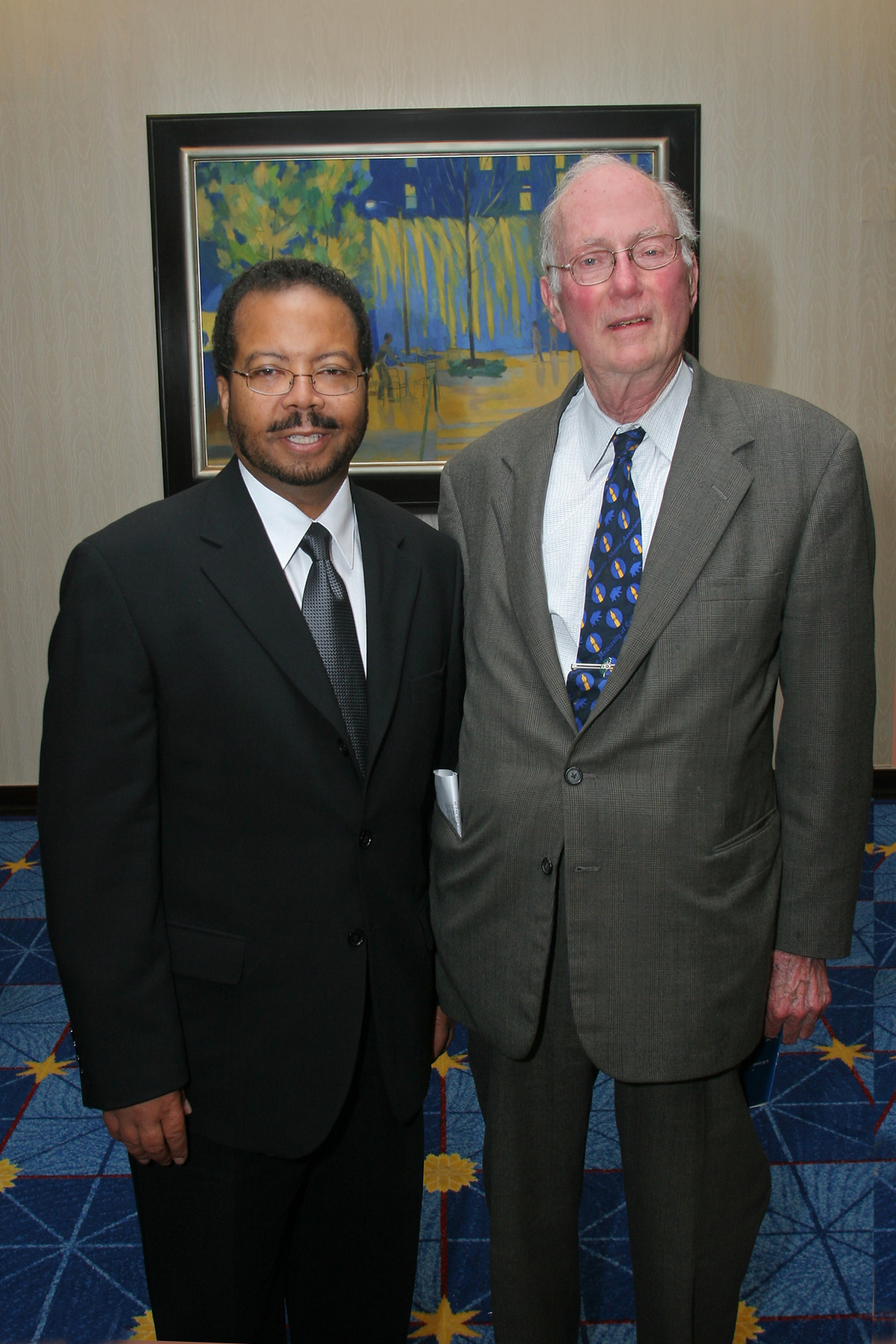
El director de NIBIB Dr. Roderic Pettigrew (izquierda) con el Dr. Charles Townes

Charles Hard Townes (Greenville, Carolina del Sur, 28 de julio de 1915 - Oakland, California, 27 de enero de 2015) fue un físico estadounidense. Townes trabajó en la teoría y aplicación del máser, para el que obtuvo la patente fundamental, y otros trabajos en electrónica cuántica asociados tanto a dispositivos máser como láser. Compartió el Premio Nobel de Física de 1964 con Nikolay Basov y Alexander Prokhorov. Townes fue asesor del Gobierno de Estados Unidos y se reunió con todos los presidentes estadounidenses desde Harry S. Truman (1945) hasta Bill Clinton (1999).
Dirigió el Comité Asesor de Ciencia y Tecnología del gobierno estadounidense para el Programa Apolo de alunizaje. Tras convertirse en profesor de la Universidad de California, Berkeley en 1967, inició un programa astrofísico que produjo varios descubrimientos importantes, por ejemplo, el agujero negro en el el centro de la Vía Láctea galaxia.
Townes era religioso y creía que la ciencia y la religión convergen para proporcionar una mayor comprensión de la naturaleza y el propósito del universo.

## Biografía
Townes tenía ascendencia alemana, escocesa, inglesa, galesa, hugonote francesa y escocesa irlandesa, Townes nació en Greenville, Carolina del Sur, hijo de Henry Keith Townes (1876-1958), abogado, y Ellen Sumter Townes (1881-1980). Townes estudió en la Furman University, Duke, y se doctoró en física por el California Institute of Technology en 1939. Trabajó en el equipo técnico de los Bell Telephone Laboratories durante la Segunda Guerra Mundial, desarrollando sistemas de radar que funcionaron adecuadamente en las húmedas condiciones del Pacífico. During World War II, he worked on radar bombing systems at Bell Labs.

## Trayectoria
Fue nombrado profesor asociado de física de la Universidad de Columbia en 1948, profesor de física en 1950, y jefe del departamento de física de 1952 a 1955.
En 1951, Townes ideó una nueva forma de crear haces intensos y precisos de radiación coherente , para lo cual inventó el acrónimo máser (de Microwave Amplification by Stimulated Emission of Radiation). Cuando se aplicó el mismo principio a frecuencias más altas, se utilizó el término láser (la palabra "luz" sustituyó a la palabra "microonda").
Durante 1953, Townes, James P. Gordon y Herbert J. Zeiger construyeron el primer máser de amoníaco en la Universidad de Columbia.  Este dispositivo utilizó emisión estimulada en una corriente de moléculas de amoníaco energizadas para producir amplificación de microondas a una frecuencia de aproximadamente 24,0  gigahercios.
De 1959 a 1961, estuvo de excedencia en la Universidad de Columbia para ocupar el cargo de vicepresidente y director de investigación del Instituto de Análisis de Defensa de Washington D. C., una organización sin ánimo de lucro que asesoraba al gobierno estadounidense y estaba gestionada por once universidades. Entre 1961 y 1967, Townes fue rector y profesor de física en el Instituto Tecnológico de Massachusetts. Posteriormente, durante 1967, fue nombrado profesor de física en la Universidad de California en Berkeley, donde permaneció durante casi 50 años; su estatus era de profesor emérito en el momento de su fallecimiento durante 2015. Entre 1966 y 1970, fue presidente del Comité Asesor Científico de la NASA para el programa de aterrizaje lunar Apolo.
Por su creación del máser, Townes recibió, junto con Nikolay Basov y Alexander Prokhorov, el Premio Nobel de Física de 1964. Townes también desarrolló el uso de máseres y láseres para la astronomía, formó parte de un equipo que descubrió por primera vez moléculas complejas en el espacio y determinó la masa del agujero negro supermasivo en el centro de la Vía Láctea galaxia.
Durante 2002-2003, Townes fue conferenciante Karl Schwarzschild en Alemania y conferenciante Birla y Schroedinger en India.
Townes es uno de los 20 estadounidenses galardonados con el Premio Nobel de Física que firmaron una carta dirigida al presidente George W. Bush en mayo de 2008, en la que le instaban a «revertir el daño causado a la investigación científica básica en la Ley Ómnibus de Asignaciones para el Año Fiscal 2008» solicitando financiación adicional de emergencia para la Oficina de Ciencia del Departamento de Energía, la Fundación Nacional para la Ciencia y el Instituto Nacional de Estándares y Tecnología.
En sus últimos años, Townes fue un adalid de la óptica en la búsqueda de inteligencia extraterrestre, utilizando métodos que propuso por primera vez en 1961 como un complemento a las búsquedas para las transmisiones de radio de sistemas solares distantes. Su último trabajo utilizaba el láser para ayudar a combinar las imágenes de telescopios lejanos.
En 2005 recibió el Premio Templeton.

## Astrofísica

### Astronomía molecular
Cuando Townes no fue promovido a presidente del MIT en 1967, aceptó una oferta de Clark Kerr para unirse a la Universidad de California en Berkeley y comenzar un programa astrofísico. Townes pronto comenzó a buscar moléculas en el espacio. En ese momento, la mayoría de los astrónomos pensaban que las moléculas no podían existir en el espacio porque los rayos ultravioletas los destruirían. Las ciudades finalmente descubrieron el amoníaco y el agua en las nubes de polvo, que las protegían de los rayos dañinos, haciendo esencialmente una espectroscopía de microondas en el cielo. Esto creó el tema de la astronomía molecular / milimétrica, que continúa encontrando muchas moléculas complejas, algunas de ellas precursoras de la vida.

### Centro galáctico
El centro de la Vía Láctea había desconcertado a los astrónomos durante mucho tiempo, y el polvo espeso oscurece la vista de la luz visible. Entre mediados y finales de la década de 1970, Townes, junto con Eric Wollman, John Lacy, Thomas Geballe y Fred Baas, estudiaron Sagitario A, la región H II en el centro galáctico, en longitudes de onda infrarrojas. Observaron que el gas de neón ionizado se arremolinaba alrededor del centro a velocidades tales que la masa en el centro debe ser aproximadamente igual a la de 3 millones de masas soles. Una masa tan grande en un espacio tan pequeño implicaba que el objeto central (la fuente de radio Sagitario A*) contiene un agujero negro supermasivo. Sagitario A* fue uno de los primeros agujeros negros detectados; su masa se ha determinado con más precisión como 4,3 millones de masas solares.

### Formas y tamaños de estrellas.
La última gran creación tecnológica de Townes fue el Interferómetro Espacial Infrarrojo con Walt Fitelson, Ed Wishnow y otros. El proyecto combinó tres detectores de infrarrojos móviles alineados por láseres que estudian la misma estrella. Si cada telescopio está a 10 metros del otro, crea una impresión de una lente de 30 metros. Las observaciones de Betelgeuse, un gigante rojo en el hombro de la constelación de Orión, encontraron que está aumentando y disminuyendo en tamaño a una tasa de 1% por año, 15% en 15 años. ISI produce una resolución angular y espacial extremadamente alta. La tecnología también está jugando un papel importante en la búsqueda de vida extraterrestre en colaboraciones con Dan Werthimer de SETI.

## Muerte
Townes se había mantenido constantemente activo en el campus de la UCB, visitando y trabajando regularmente en el departamento de física o en el Laboratorio de Ciencias Espaciales pasado su 99 cumpleaños y sólo unos meses antes de su muerte. La salud de Townes empezó a decaer y falleció de camino al hospital de Oakland, California, el 27 de enero de 2015, a los 99 años. "Fue uno de los físicos experimentales más importantes del siglo pasado», dijo de Townes Reinhard Genzel, profesor de física en Berkeley. «Su fuerza era su curiosidad y su optimismo inquebrantable, basado en su profunda espiritualidad cristiana".

## Premios y reconocimientos

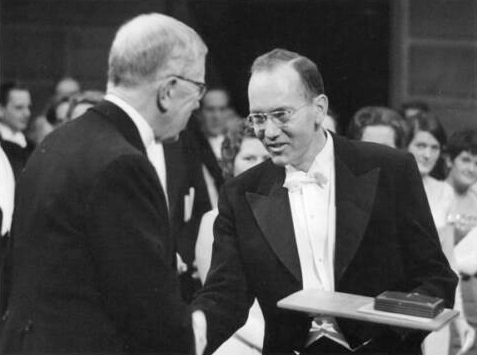
Townes (derecha) recibiendo el Premio Nobel de 1964

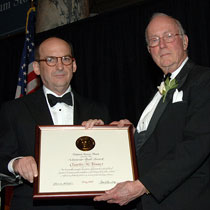
Townes (derecha) recibiendo en 2006 el Premio Vannevar Bush

Townes fue ampliamente reconocido por su labor científica y su liderazgo.
- 1956 - elegido Miembro de Número de la Academia Nacional de Ciencias.
- 1957 - elegido Miembro de la Academia Americana de las Artes y las Ciencias.[33]
- 1958 - galardonado con el Premio Comstock de Física de la Academia Nacional de Ciencias.[34]
- 1959 - galardonado con el Premio Richtmyer Memorial de la Asociación Americana de Profesores de Física.[35]

- 1960 - elegido Miembro de la American Philosophical Society.[36]
- 1961 - galardonado con el David Sarnoff Electronics Award otorgado por el Institute of Electrical and Electronics Engineers, y el Rumford Prize otorgado por la American Academy of Arts and Sciences.
- 1962 - El Premio John J. Carty para el Avance de la Ciencia concedido por la Academia Nacional de Ciencias.[37]

- 1962 - Medalla Stuart Ballantine, concedida por el The Franklin Institute.
- 1963 - Medalla y Premio Young, por sus distinguidas investigaciones en el campo de la óptica, otorgado por el Instituto de Física.
- 1964 - Premio Nobel de Física con Nikolay Basov y Aleksandr Prokhorov por sus contribuciones a los trabajos fundamentales en electrónica cuántica que condujeron al desarrollo del máser y el láser.
- 1969 - Premio Golden Plate de la American Academy of Achievement.[38]
- 1968 - Medalla C.E.K. Mees, otorgada por la Optical Society of America.
- 1970 - Medalla Wilhelm Exner.[39]
- 1970 - Miembro honorario de la Optical Society of America.
- 1976 - Elegido miembro extranjero de la Royal Society (ForMemRS)[40]

- 1979 - Se le concedió la medalla internacional Niels Bohr, por su contribución al uso pacífico de la energía atómica.
- 1980 - Townes fue incluido por su estado natal en el South Carolina Hall of Science and Technology, y también ha recibido una South Carolina Hall of Science and Technology Citation.
- 1982 - Recibió la Medalla Nacional de la Ciencia, entregada por el presidente Ronald Reagan.
- 1983 - nombrado miembro de la Academia Pontificia de las Ciencias.
- 1994 - elegido Miembro Extranjero de la Academia Rusa de Ciencias.
- 1996 - galardonado con la Frederic Ives Medal[41] por la Optical Society of America.
- 1997 - Jansky Lectureship ante el National Radio Astronomy Observatory.
- 1998 - galardonado con la Henry Norris Russell Lectureship por la American Astronomical Society.
- 2000 - galardonado con la Medalla de Oro Lomonosov por la Academia Rusa de Ciencias.
- 2003 - galardonado con el Premio de Tecnología del Festival Telluride Tech en Telluride, Colorado.
- 2004 - galardonado con el premio de la Italian Society of Optics and Photonics (SIOF) medalla «Galileo».

- 2005 - galardonado con el Premio Templeton al «Progreso hacia la investigación o los descubrimientos sobre las realidades espirituales».
  - También ha sido galardonado con el Medallón LeConte.

- 2006 - Junto con el asociado Raj Reddy, Townes fue galardonado con el Premio Vannevar Bush por Contribuciones de Toda una Vida y Estadismo a la Ciencia.
- 2008 - El 24 de mayo, Townes recibió el doctorado honoris causa en Letras Humanas de la Universidad de Redlands.
- 2010 - Medalla de Oro de la SPIE.
- 2011 -El 14 de mayo Townes recibió el doctorado honoris causa en Ciencias de la Texas A&M University.
- 2012 - galardonado con el Golden Goose Award por una investigación financiada por el gobierno con aplicaciones inesperadas.
- 2012 - galardonado con la Nancy DeLoye Fitzroy and Roland V. Fitzroy Medal de la Sociedad Estadounidense de Ingenieros Mecánicos.